# Теренці
Тере́нці — село в Україні, у Хорошівській селищній територіальній громаді Житомирського району Житомирської області. Населення становить 177 осіб (2001).

## Географія
Загальна площа села — 1 км².
Теренці за 14 км від смт Хорошів. Найближча залізнична станція — Нова Борова, за 32 км. Поблизу села протікає річка Іршиця.

## Населення
За даними перепису 2001 року населення села становило 239 осіб, з них усі 100 % зазначили рідною українську мову.

## Історія
Населений пункт було засновано в 1896 році.
У 1906 році — село Горошківської волості Житомирського повіту Волинської губернії. Відстань від повітового міста 45 верст, від волості  3. Дворів 45, мешканців 224.
У 1923—54 роках — адміністративний центр колишньої Теренецької сільської ради Володарсько-Волинського району.
У 1932–1933 роках село постраждало від Голодомору. За свідченнями очевидців кількість померлих склала щонайменше 5 осіб.